# Aee Soe
Aee Soe (* 15. November 1996 in Myitkyina) ist ein myanmarischer Fußballspieler.

## Karriere

### Verein
Aee Soe erlernte das Fußballspielen im Manawmyay Youth Team seiner Heimatstadt Myitkyina. Am 1. Januar 2018 unterschrieb er einen Vertrag beim Erstligisten Yangon United. In seinem ersten Profijahr gewann er mit dem Verein aus Rangun die myanmarische Meisterschaft sowie den Superpokal. Für den Erstligisten bestritt er 14 Erstligaspiele. Im Mai 2022 ging er nach Laos, wo er sich dem Erstligisten Young Elephants FC anschloss. In seiner ersten Saison für den Verein aus der Hauptstadt Vientiane feierte er das Double aus Meisterschaft und Pokal. Ein Jahr später gewann er erneut mit den Elephants die Meisterschaft. Im Sommer 2023 zog es ihn nach Thailand, wo er einen Vertrag beim Zweitligisten Kasetsart FC in der Hauptstadt Bangkok unterschrieb. Am Ende der Saison 2023/24 belegte er mit Kasetsart den 16. Tabellenplatz und musste somit in die dritte Liga absteigen.

### Nationalmannschaft
Im Dezember 2017 absolvierte er fünf Partien für die myanmarische U-21 während des Thanh Niên Newspaper Cups und erzielte dabei zwei Treffer.
Am 22. März 2018 debütierte Aee Soe dann für die A-Nationalmannschaft in einem Qualifikationsspiel zur Asienmeisterschaft gegen Kirgistan. Bei der 1:5-Niederlage im südkoreanischen Incheon wurde er in der Halbzeit für Kyaw Ko Ko ausgewechselt. Sein vierte und vorerst letzte Partie absolvierte Aee Sun im Gruppenspiel der Südostasienmeisterschaft 2018 gegen Laos (3:1). Während dieser Zeit kam der Linksaußen auch zu zwei Testspieleinsätzen für die U-23-Auswahl.

## Erfolge
Yangon United
- Myanmarischer Meister: 2018
- Myanmarischer Superpokalsieger: 2018

Young Elephants FC
- Laotischer Meister: 2022, 2023
- Laotischer Pokalsieger: 2022